# Хроника Бенедикта из монастыря святого Андрея
Хроника Бенедикта из монастыря святого Андрея (лат. Benedicti Sancti Andreae monachi chronicon) — историческое сочинение, написанное в конце X века неким Бенедиктом, монахом монастыря Святого Андрея на горе Соракте. Написана на весьма плохом латинском языке с многочисленными неточностями и пропусками. Охватывает период с 360 по 973 год. Содержит ценные сведения по истории Италии и соседних стран в X веке.

## Издания
- Benedicti Sancti Andreae monachi chronicon // MGH, SS. Bd. III. Hannover. 1839, p. 695—719[2].

## Переводы на русский язык
- Хроника Бенедикта из монастыря святого Андрея в переводе И. М. Дьяконова на сайте Восточная литература